# 村上大記
村上 大記（むらかみ たいき、1989年8月14日 - ）は、日本のラグビーユニオン選手。

## プロフィール
- 長崎県出身。
- ポジションはスタンドオフ(SO)。
- 身長 174cm、体重 82kg
- ニックネームはタイキ。

## 略歴
2008年、長崎北陽台高校卒業後、筑波大学に入学する。なお長崎北陽台高校時代、主将を務め、第31回高校東西対抗試合に西軍として出場した。
2011年、筑波大学ラグビー部の主将に就任した。
2012年、筑波大学卒業後、U20日本代表のアナリスト兼サポートスタッフを務めた。
2015年、宗像サニックスブルースに加入。同年10月24日に行われたトップキュウシュウA第6節の三菱重工長崎ラグビー部戦にて途中出場で公式戦初出場を果たす。
2018年、宗像サニックスブルースを退団した。
退団後、母校となる筑波大学にて修士課程を修了。その間同大学体育会ラグビー部にてBKコーチを務める。
2020年度より中央大学ラグビー部にてコーチを務めている。